# Pristava, Ljutomer
Pristava je naselje v Občini Ljutomer. Leži na levem bregu reke Ščavnice. Spada v Štajersko tradicionalno deželo ter Pomursko statistično regijo. 
V središču vasi stoji kapelica iz leta 1888, ki je bila leta 1999 tudi obnovljena. Severozahodno od vasi se nahaja arheološko najdišče z ostanki antične rimske lončevine. V vasi je tudi kmečki muzej ter gasilsko društvo.